# I terribili segreti di Maxwell Sim
I terribili segreti di Maxwell Sim (titolo originale: The Terrible Privacy of Maxwell Sim) è il nono romanzo dello scrittore inglese Jonathan Coe, pubblicato nel 2010.

## Temi
Il romanzo è incentrato sulla solitudine e sull'isolamento nella società del XXI secolo, esplorando il paradosso di una società sempre più interconnessa tramite i nuovi mezzi di comunicazione, internet, i social network come Facebook (citato nell'opera, nella quale il protagonista si accorge di avere settanta "amici" nella sua lista, ma nessuno con cui interagire concretamente).

## Edizioni
- Jonathan Coe, I terribili segreti di Maxwell Sim, traduzione di Delfina Vezzoli, collana I narratori, Feltrinelli, 2010,  p. 368, ISBN 978-88-07-01810-7.